# 史上最難邏輯謎題
史上最難邏輯謎題（意大利文：L'indovinello più difficile del mondo；英文：The Hardest Logic Puzzle Ever）乃美國哲學與邏輯學家 George Boolos 一篇文章的標題及其所載謎題的名稱。該文章於1992年先刊登在意大利《共和報》上，到了1996年再在《哈佛哲學評論》刊登英語版。謎題乃改編自美國邏輯學家雷德蒙·斯穆里安的創作，其內容如下：
有代號 A, B, C 的三位神祇，只知祂們名為「真實、虛謊、任性」，但不知哪個代號屬哪個名字。真實之神只說真話，虛謊之神只說假話，而任性之神會隨意說真話或假話。你的任務是利用三條是非題，找出 A, B, C 的身份，但每次只能向一位神祇發問。神祇們都懂得你的語言，但只會用祂們的語言回答 "da" 或 "ja"。這兩種回答，一個解「是」，一個解「否」，但你不知道哪個回答是哪個意思。
Boolos 於文中另有數點澄清：
1. 你可以問一位神祇多於一條問題，也可以完全不問祂問題。
2. 你可以根據之前其他問題的答案，來決定下一條問題的內容。
3. 任性之神如何作答，可以想像為祂會在腦中擲銅板，若擲得正面，則回答真話；反面，則答假話。[註 3]
4. 對於只有「是」或「否」兩種答案的問題，任性之神只會回答 da 或 ja。

## 歷史
Boolos 將發明此謎題的功勞歸於雷德蒙·斯穆里安，而「不知 da, ja 為何義」的變奏則歸功於程式語言 Lisp 的發明者及圖靈獎得主约翰·麦卡锡。斯穆里安創作過許多著名的「武士與無賴謎題」（Knights and Knaves puzzles），譬如在一個虛構的島上，島民若非只說真話的武士，就是只說謊的無賴，而謎題的主旨，就是問訪客如何靠詢問一些只有「是/否」兩種答案的問題，來獲取所需情報。1986年電影《魔幻迷宮》（Labyrinth）也有此等情節：有兩道門，各由一名門衛把守。一道門通向城堡，進入另一道則肯定引致死亡。門衛之中，一個說真話，一個只說謊。主角要靠問一條問題來找出通往城堡之路。最後主角問的是：「他（即另一名門衛）會否說這道門通往城堡？」
廣義來說，「史上最難邏輯謎題」可視為這類「武士與無賴謎題」的伸延。從斯穆里安的著作中，亦可找到類似的謎題。例如在《What is the Name of This Book》第149-156頁，他就描寫一個海地島嶼，當中一半住民為只說謊話的喪屍，另一半住民為只說真話的人類。儘管全體居民都諳英語，但古老的禁忌禁止他們用土話以外的語言交流。若問他們一條只有「是/否」答案的問題時，他們會回答 Bal 或 Da — 其中有一個解「是」，另一個解「否」，但島外人事前不知哪個才是「是」，哪個才是「否」。另一著作《The Riddle of Sheherazade》亦有其他相關謎題。

## Boolos 的解答
此謎題有多個解答。Boolos 在原文中提出了其中之一（下一節將介紹另一個由 Rabern and Rabern (2008)設計，相當簡潔易明的解答）。他的解答之中，第一條問題的目的，在於找出一位並非任性的神。這是最關鍵的一步。Boolos 在原文中詳述了這步是如何設計出來，但此處不贅。他的問題，是問 A：
1)（Da 的意思是「是」）（（你是真實）（B 是任性））嗎？
上述問題用了邏輯學的術語「若且唯若」，一般人可能難於理解。然而，運用真值表計算，可以證明以上問題等價於以下者：
1) 「Da 的意思是『是』」、「你是真實」、「B 是任性」三項命題之中，是否有單數的命題為真？
之後兩條問題的發問對象，取決於第一條問題的答案。若 A 回答 da，餘下兩條問題將向 C 發問；若 A 回答 ja，餘下兩條問題將向 B 發問。可以證明，以此計策選出來的發問對象，必然是真實之神或虛謊之神兩者之一，而絕非任性之神。
第二條問題的目的，是在不明 da 及 ja 語義的情況之下，確認發問對象（已知為真實或虛謊兩者之一）的身份。問題內容是：
2)（Da 的意思是「是」）（羅馬位於意大利）嗎？
或者等價而簡單地問：
2) Da 的意思是「是」嗎？
可以證明，不管 da, ja 兩者哪個指「是」，哪個指「否」，只要對方回答 da，就表示祂是真實之神；若回答 ja，則為虛謊之神。
由於第二條問題的發問對象（視乎情況，是 B 或 C）的身份已經鎖定，只要 A 的身份也能確知，餘下一神的身份亦可推得。因此，此時我們所關心的命題為
X: A 是任性。
暫且不理 X 的內涵，先視它為一般命題。第三條問題的重點，是面對真實（或虛謊）之神，如何在 da, ja 語義不明的情況之下，針對任意的命題 X，設計出一條可以套出 X 真偽的複合問題 Q(X)。Boolos 所用的，是如下的複合問題——
Q(X):（Da 的意思是「是」） X 嗎？
換成一般人也能理解的問法，就是：
Q(X): 「Da 的意思是『是』」與 X 兩個命題，是否全對或全錯？
那麼：
- 若發問對象為真實之神，而祂回答 da，則 X 為真；若回答 ja，則 X 為偽。
- 若發問對象為虛謊之神，而祂回答 da，則 X 為偽；若回答 ja，則 X 為真。

將 X 換回具體內容「A 是任性」，第三條問題就是：
3)（Da 的意思是「是」）（A 是任性）嗎？
或者等價地：
3) 「Da 的意思是『是』」與「A 是任性」兩個命題，是否全對或全錯？
因此：
- 若發問對象為真實之神，而祂回答 da，則 A 是任性之神，否則 A 為虛謊之神。
- 若發問對象為虛謊之神，而祂回答 da，則 A 乃真實之神，否則 A 為任性之神。

既知第二、三兩條問題的發問對象（視乎情況，是 B 或 C）與 A 的身份，餘下一神的身份可用消去法得知。留意謎題並無要求找出 da 及 ja 的語義，而 Boolos 提供的解答亦不能保證可解釋兩者的意思。

## Rabern and Rabern 的解答
Rabern and Rabern (2008) 發現，只要利用一種特殊的複合問題，就可以將所謂「史上最難邏輯謎題」轉化為一道極為顯淺的謎題。
首先，對任何問題 Q，都可以定義如下的內嵌問題 (embedded question)：
E(Q): 若用你此刻的心態 (mental state)來回答 Q 這條問題，你會回答 "ja" 嗎？
Rabern and Rabern 證明了以下引理。
內嵌問題引理 (Embedded Question Lemma)： 無論向哪一位神祇發問 E(Q)，若祂回答 ja，則表示 Q 的真正答案必為「是」；若答 da，則 Q 的真正答案必為「否」。
利用此引理，原來的謎題可以轉化成以下的簡單謎題：
有代號 A, B, C 的三位神祇，只知祂們名為 "Zephyr, Eurus, Aeolus"，但不知哪個代號屬哪個名字。三位神祇均只說真話。你的任務是利用三條是非題，找出 A, B, C 的身份，但每次只能向一位神祇發問。神祇們都懂得你的語言，並會用你的語言作答。
這個簡化版的謎題很容易解決。譬如設定三條問題如下——
- Q1: 你是 Zephyr 嗎？
- Q2: 你是 Eurus 嗎？
- Q3: 你是 Zephyr 嗎？[註 7]

那麼 A, B, C 的身份可以輕易用以下策略套出：
|                           |                           |  |  |       |       |  |  |                           |                           |  |  | A答Q1 |  |                           |                           |       |       |                           |                           |       |       |                           |                           |       |       |                           |                           |
|                           |                           |  |  |       | 是    |  |  |                           |                           |  |  |       |  |                           |                           |       |       |                           |                           | 否    |       |                           |                           |       |       |                           |                           |
|                           |                           |  |  |       |       |  |  |                           |                           |  |  |       |  |                           |                           |       |       |                           |                           |       |       |                           |                           |       |       |                           |                           |
|                           |                           |  |  | B答Q2 | B答Q2 |  |  |                           |                           |  |  |       |  |                           |                           |       |       |                           |                           | A答Q2 | A答Q2 |                           |                           |       |       |                           |                           |
|                           | 是                        |  |  |       |       |  |  | 否                        |                           |  |  |       |  |                           |                           |       | 是    |                           |                           |       |       |                           |                           | 否    |       |                           |                           |
|                           |                           |  |  |       |       |  |  |                           |                           |  |  |       |  |                           |                           |       |       |                           |                           |       |       |                           |                           |       |       |                           |                           |
| A=Zephyr B=Eurus C=Aeolus | A=Zephyr B=Eurus C=Aeolus |  |  |       |       |  |  | A=Zephyr B=Aeolus C=Eurus | A=Zephyr B=Aeolus C=Eurus |  |  |       |  |                           |                           | B答Q3 | B答Q3 |                           |                           |       |       |                           |                           | B答Q3 | B答Q3 |                           |                           |
|                           |                           |  |  |       |       |  |  |                           |                           |  |  |       |  |                           | 是                        |       |       | 否                        |                           |       |       |                           | 是                        |       |       | 否                        |                           |
|                           |                           |  |  |       |       |  |  |                           |                           |  |  |       |  |                           |                           |       |       |                           |                           |       |       |                           |                           |       |       |                           |                           |
|                           |                           |  |  |       |       |  |  |                           |                           |  |  |       |  | A=Eurus B=Zephyr C=Aeolus | A=Eurus B=Zephyr C=Aeolus |       |       | A=Eurus B=Aeolus C=Zephyr | A=Eurus B=Aeolus C=Zephyr |       |       | A=Aeolus B=Zephyr C=Eurus | A=Aeolus B=Zephyr C=Eurus |       |       | A=Aeolus B=Eurus C=Zephyr | A=Aeolus B=Eurus C=Zephyr |

現在要將以上策略轉化回解決 Boolos 謎題的方案。首先，將「真實、虛謊、任性」三神隨意標籤為 Zephyr, Eurus, Aeolus 三者，例如 Zephyr=任性、 Eurus=真實、Aeolus=虛謊（實際上如何標籤三位神祇，並不重要），於是 Q1, Q2, Q3 變成
- Q1: 你是任性之神嗎？
- Q2: 你是真實之神嗎？
- Q3: 你是任性之神嗎？[註 8]

然後，從簡化版謎題的發問流程中，將「是」換成 "ja"，「否」換作 "da"  ，並將每項問題 Qi 置換成內嵌問題 E(Qi)，即可得出 Boolos 謎題的解：
|                      |                      |  |  |          |          |  |  |                      |                      |  |  | A答E(Q1) |  |                      |                      |          |          |                      |                      |          |          |                      |                      |          |          |                      |                      |
|                      |                      |  |  |          | ja       |  |  |                      |                      |  |  |          |  |                      |                      |          |          |                      |                      | da       |          |                      |                      |          |          |                      |                      |
|                      |                      |  |  |          |          |  |  |                      |                      |  |  |          |  |                      |                      |          |          |                      |                      |          |          |                      |                      |          |          |                      |                      |
|                      |                      |  |  | B答E(Q2) | B答E(Q2) |  |  |                      |                      |  |  |          |  |                      |                      |          |          |                      |                      | A答E(Q2) | A答E(Q2) |                      |                      |          |          |                      |                      |
|                      | ja                   |  |  |          |          |  |  | da                   |                      |  |  |          |  |                      |                      |          | ja       |                      |                      |          |          |                      |                      | da       |          |                      |                      |
|                      |                      |  |  |          |          |  |  |                      |                      |  |  |          |  |                      |                      |          |          |                      |                      |          |          |                      |                      |          |          |                      |                      |
| A=任性 B=真實 C=虛謊 | A=任性 B=真實 C=虛謊 |  |  |          |          |  |  | A=任性 B=虛謊 C=真實 | A=任性 B=虛謊 C=真實 |  |  |          |  |                      |                      | B答E(Q3) | B答E(Q3) |                      |                      |          |          |                      |                      | B答E(Q3) | B答E(Q3) |                      |                      |
|                      |                      |  |  |          |          |  |  |                      |                      |  |  |          |  |                      | ja                   |          |          | da                   |                      |          |          |                      | ja                   |          |          | da                   |                      |
|                      |                      |  |  |          |          |  |  |                      |                      |  |  |          |  |                      |                      |          |          |                      |                      |          |          |                      |                      |          |          |                      |                      |
|                      |                      |  |  |          |          |  |  |                      |                      |  |  |          |  | A=真實 B=任性 C=虛謊 | A=真實 B=任性 C=虛謊 |          |          | A=真實 B=虛謊 C=任性 | A=真實 B=虛謊 C=任性 |          |          | A=虛謊 B=任性 C=真實 | A=虛謊 B=任性 C=真實 |          |          | A=虛謊 B=真實 C=任性 | A=虛謊 B=真實 C=任性 |

簡化版謎題的任何其他解答，均可以如法炮製成解決 Boolos 謎題的方案。

### 无法解答的问题和神祇爆掉的脑袋
Rabern and Rabern 的解答中进一步设计了悖论式的问题，如，你会对这个问题用“否”在你的语言中对应的词来回答吗？
对于真实之神，这个问题是无法回答的，因为怎么回答都会造成矛盾。于是 Rabern and Rabern 说明了问一个神问题，实际上有三种可能性：回答 ja，回答 da，或者脑袋爆掉。在这样的设计下，Rabern and Rabern 给出了一个只需要问两个问题就能识别所有神的方案。

## 附註
1. ↑  《哈佛哲學評論》原文指神祇們都懂得英語。
2. ↑  "Da" 與 "ja" 其實都是斯洛文尼亞語之中「是」的意思（而「否」為 "ne"），Boolos 只不過借用了這兩個詞語來作其他設定。
3. ↑  Boolos 所述的任性之神，乃任性地選擇回答真話或假話，切勿與隨意回答「是」或「否」混淆。舉例說，解答某些邏輯謎題的常用伎倆，是設計一條（可能是複合）的問題，迫使誠實者及說謊者都回答「是」。面對如此問題，無論「任性地選擇回答真話或假話的神」作何選擇，祂仍被迫（用祂自己的語言）回答「是」。然而，對「隨意回答是或否的神」來說，「是」或「否」都是可能的答案。
4. ↑  即是祂此刻究竟想回答真話抑或假話。
5. ↑  留意，這並不是說 da 代表「是」或 ja 代表「否」。無論 da 與 ja 之中哪一個代表「是」，此引理依然正確。
6. ↑  Zephyr 實乃古希臘神話的風神之首，而 Eurus 與 Aeolus 為祂座下四風神之二。
7. ↑  此處並非筆誤，第三題的內容與第一題相同，只是詢問對象有別。
8. ↑  由於 Boolos 版的問題乃從簡化版轉化而來，此處第三題的內容亦與第一題相同。
9. ↑  此置換乃根據內嵌問題的定義和內嵌問題引理而作出，而不是說 ja 的意思為「是」或 da 的意思為「否」。倘若將 E(Q) 重新定義為「若用你此刻的精神狀況來回答 Q 這條問題，你會回答 "da" 嗎？」那麼在引理之中，da 及 ja 的角色將掉轉，而將簡化版謎題的發問流程轉化時，就變成將「是」換作 "da"，「否」換作 "ja"。